# Mia Smiles

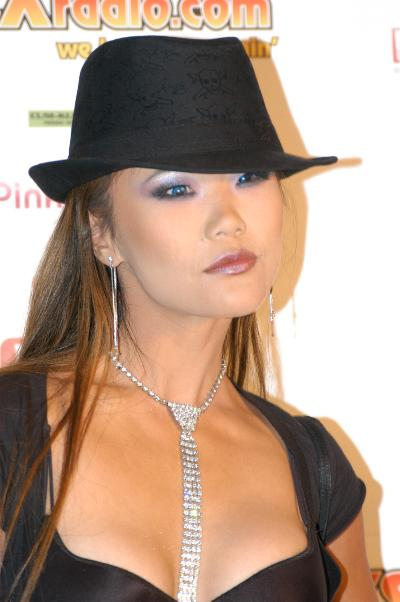
Mia Smiles, 2005

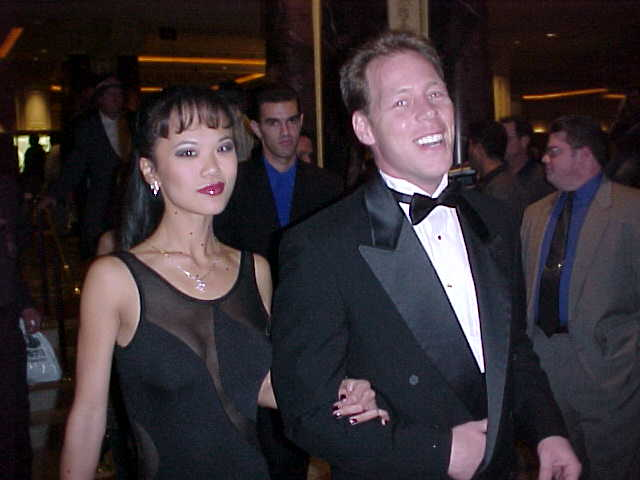
Mia Smiles mit Begleitung, 2000

Mia Smiles (* 21. September 1977 in Hongkong) ist eine südkoreanische Pornodarstellerin, die in den USA arbeitet.

## Biografie
Die südkoreanische Darstellerin, die sich zuweilen auch Kim oder Kona nennt, begann ihre Arbeit  nach eigenen Angaben 1996 mit ihrem Debüt in dem Film More Dirty Debutantes 59. Weitere frühe Auftritte hatte sie in acht Episoden der gleichnamigen Filmreihe. Daneben war sie auch in anderen Filmen wie Nasty Nymphos, University Co-Eds und Just 18 zu sehen.
Zum Einstieg in die Pornofilmindustrie überredete sie nach eigenen Angaben Ed Powers. Damals musste sie sich um ihren neugeborenen Sohn und ihr Bachelor-Studium der Psychologie und Rechtswissenschaft kümmern und habe den geringen Zeitaufwand der Tätigkeit als Darstellerin als verlockend empfunden. Sie ist mit ihrem Kollegen Chris Cannon liiert (Stand 2001). 2006 spielte sie die Hauptrolle im Film The Education of a Geisha, der von AVN die Bewertung AAA 1/2 erhielt.

## Filmografie (Auswahl)
- 1996: More Dirty Debutantes 58
- 1997: Exotica Erotika, Folge 1–4
- 1998: No Man’s Land 24
- 1998: University Co-Eds, Folge 9 und 10
- 1999: Nasty Nymphos 26
- 1999: Just 18, Folge 1
- 1999: Dark Garden
- 2000: Head Over Heels
- 2001: Hot Spot
- 2002: Love at First Byte
- 2003: Pacific Rim University
- 2004: Sex Trainer
- 2005: Sucking the Big One
- 2006: Fuck
- 2007: Swallow This, Folge 9
- 2008: Playgirl: Hitting the G Spot
- 2009: Asian Slut Invasion, Folge 6

## Auszeichnungen
- 2007: AVN Award: „Best Group Sex Scene – Film“ für Fuck (2006); Zusammen mit Chris Cannon, Tommy Gunn, Carmen Hart, Katsumi, Eric Masterson, Kirsten Price und Randy Spears[5]